# Cyrtanthus odorus
Cyrtanthus odorus là một loài thực vật có hoa trong họ Amaryllidaceae. Loài này được Ker Gawl. mô tả khoa học đầu tiên năm 1821.